# Antonin Périvier
Pour les articles homonymes, voir Périvier.
Antonin Périvier, né le 4 juillet 1847 à Angles-sur-l’Anglin et mort le 15 janvier 1924 à Paris, est un écrivain et journaliste français, co-directeur du Figaro pendant vingt ans.

## Biographie
Périvier a débuté au Figaro en 1874, comme secrétaire d’Hippolyte de Villemessant. Son esprit alerte, son gout du parisianisme, son instinct professionnel lui ont vite donné, auprès de ce dernier, une situation de confiance. Il l’accompagnait dans ses voyages et résidait, avec lui à Monte-Carlo où Villemessant faisait de longs séjours. Un reportage sur l’évasion de Bazaine le fit connaitre du public et, parmi les articles qui ont marqué sa carrière de journaliste, il faut citer aussi le compte rendu qu’il a fait de l’affaire du comte d’Arnim.
Désigné par Villemessant comme son exécuteur testamentaire et recommandé aux actionnaires comme codirecteur, il a été nommé co-gérant avec Francis Magnard et Fernand de Rodays. En 1889, il se consacra d’abord à la direction du supplément littéraire, avec le romancier Paul Bonnetain, avec qui il ne s’entendit pas, puis après la mort de Magnard, à l’administration.
Cependant, en 1901, une orientation nouvelle semblant désirable, l’assemblée des actionnaires le destitua pour confier la gérance du Figaro à Gaston Calmette, dont la personnalité s’était brillamment affirmée. Après quelques mois de repos dans sa propriété de Tessancourt, il prit, avec l’éditeur Paul Ollendorff, la direction du Gil Blas, où il resta de 1903 à 1909.
Ayant eu un fils, Jacques, né le 14 aout 1896, de la collaboratrice féministe du Figaro Marguerite Durand, il tenta d’enlever l’enfant à peine né à sa mère, au motif que celle-ci ne l’aurait pas reconnu légalement, la forçant à faire appel à l’aide juridique de Georges Clemenceau pour le récupérer. Il s’est éteint, à l’âge de 76 ans, dans son domicile parisien du boulevard Haussmann.

## Jugements
« L’ancien directeur du Figaro, dont la silhouette fut, pendant quarante ans, bien connue sur le boulevard, était une figure très, parisienne. Il fut un sportif avant que le mot ne fût créé et la chose à la mode, Maigre, svelte, solide en son petit corps musclé, bon escrimeur, boxeur adroit, il semblait, jusqu’à ses derniers jours, un ancien officier de cavalerie, à la retraite. »